# Municipalità locale di Endumeni
Endumeni (in inglese Endumeni  Local Municipality) è una municipalità locale appartenente alla municipalità distrettuale di Umzinyathi della provincia di KwaZulu-Natal in Sudafrica. 
In base al censimento del 2001 la sua popolazione è di 51.102  abitanti.
La sede amministrativa e legislativa è la città di Dundee e il suo territorio si estende su una superficie di 1.610 km² ed è suddiviso in 6 circoscrizioni elettorali (wards). Il suo codice di distretto è KZN241.

## Geografia fisica

### Confini
La municipalità locale di Endumeni confina a nord e a ovest con quella di Dannhauser (Amajuba), a nord con quella di Emadlangeni (Amajuba), a est con quella di Nquthu, a sud con quelle di Indaka (Uthukela) e Msinga e a ovest con quella di Emnambithi/Ladysmith (Uthukela).

### Città e comuni
- Dundee
- Glencoe
- Sbongile
- Sithembile
- Van Rooyen
- Vant's Drift
- Wasbank

### Fiumi
- Buffels
- Dwars
- Eerstelingspruit
- Mzinyashana
- Sandspruit
- Sterkstroom
- Wasbank